# Slovakien i olympiska vinterspelen 2006

Slovakiens flagga

Slovakiens OS-trupp vid Olympiska vinterspelen 2006

## Medaljer
|         | Guld | Silver | Brons | Total |
| ------- | ---- | ------ | ----- | ----- |
| Ukraina | 0    | 1      | 0     | 1     |

### Silver
- Radoslav Zidek - Snowboard: Boardercross